# 克里米亞戰役 (1941年–1942年)
克里米亞戰役是第二次世界大戰蘇德戰爭中多場血戰的舞台，納粹德國在1941年夏季於嘗試通過連繫本土與克里米亞半島的皮里柯普地峽之戰鬥中付出大量傷亡。
當德軍突入時，他們佔領了幾乎整個克里米亞，只有塞瓦斯托波爾除外，蘇軍從1941年10月30日至1942年7月4日堅守了塞瓦斯托波爾達250天，最後德軍攻佔塞瓦斯托波爾，1944年，塞瓦斯托波爾被蘇聯紅軍收復。
在戰役中，羅馬尼亞第3軍團及第4軍團參與很多戰事。